# Matěj Ruppert

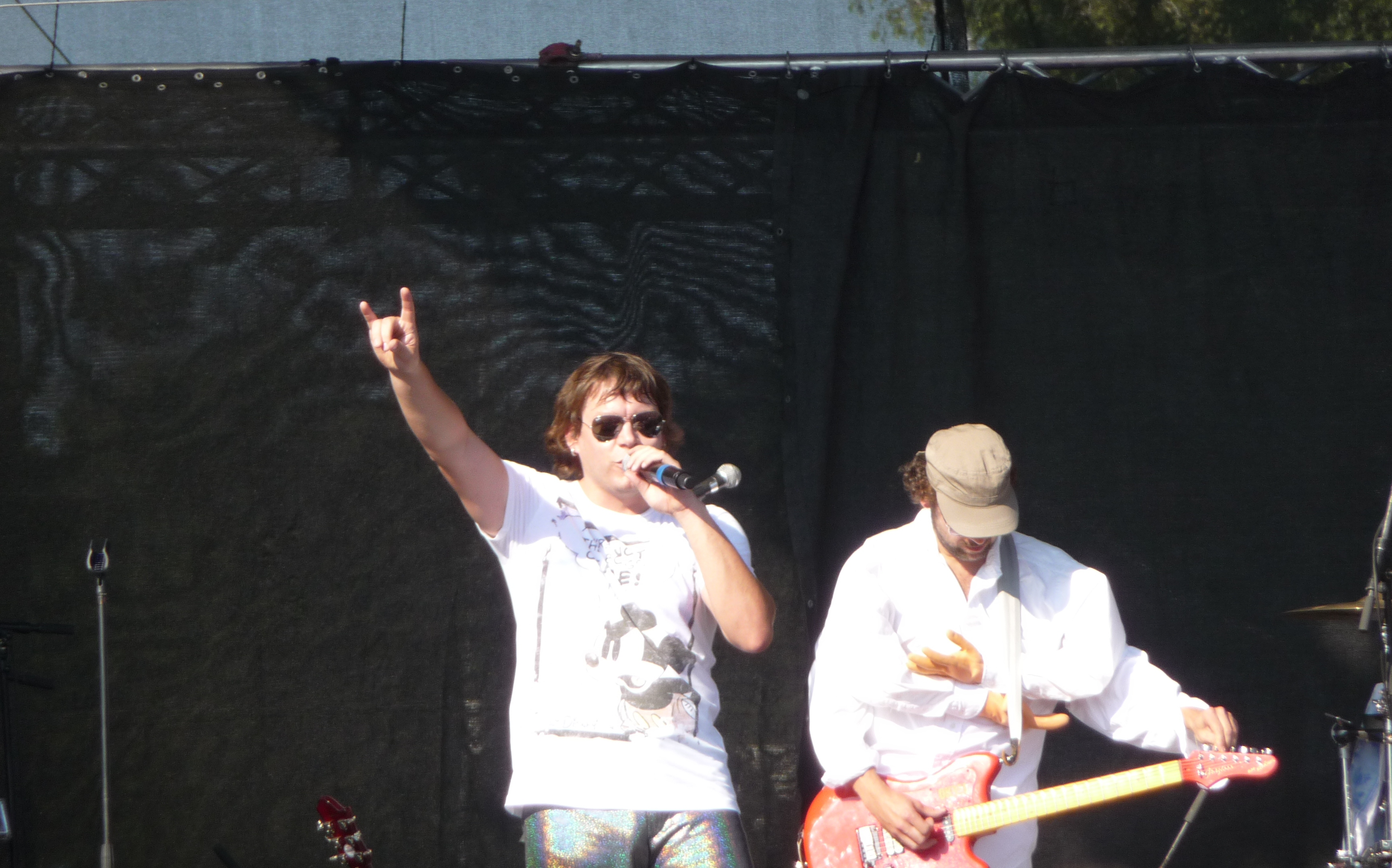
Matěj Ruppert na vystoupení Monkey Business na festivalu Moravské hrady.cz na Hradě Veveří v roce 2010

Matěj Ruppert, známý též jako Matthew Ruppert, (* 12. března 1978 Praha) je český zpěvák vystupující se skupinou Monkey Business, příležitostný herec a porotce televizní soutěže Superstar.
Na základní škole byl členem folklórního souboru Rosenka. V průběhu studia na střední pedagogické škole se zúčastnil hudebně-soutěžního pořadu „Caruso Show“ a zvítězil. Čtyři roky působil ve funky kapele Leguar GR. V roce 1999 se stal zpěvákem nově vznikající skupiny Monkey Business a současně byl přijat na konzervatoř (obor populární zpěv), studium ale po půl roce ukončil. Společně s Romanem Holým, členem Monkey Business, se podílí i na dalších projektech – G Point Hunters (2007) a rockový projekt Neruda (2010).
Zahrál si také menší role v několika filmech.

## Filmografie
- 2003 Pupendo
- 2004 Shut Up and Shoot Me
- 2005 Sklapni a zastřel mě
- 2007 Pusinky
- 2009 3 sezóny v pekle
- 2015 Jak se zbavit nevěsty
- 2018 Manu a Matěj na cestě do Říma (seriál)
- 2019 Úhoři mají nabito

## Ceny a ocenění
- 2006 – Zlatý slavík – Skokan roku. Tuto cenu 27. listopadu 2013 vrátil s odůvodněním, že anketu provázela cenzura, neboť byl ze soutěže diskvalifikován raper Řezník.[11]
- 2007 – Anděl – Nejlepší zpěvák[12]

## Zajímavost
Ruppertův prapradědeček Josef Příhoda byl strýcem houslisty Váši Příhody.